# Speelgroep Expressie
Stichting Speelgroep Expressie is een toneelvereniging te Heerlen. Zij werd op 7 november 1944 opgericht en is daarmee de oudste vereniging van Welten-Heerlen.

## Historie
Als uitvloeisel van het toneelspel in de kerk van de parochie Welten-Heerlen en op mede-initiatief van de toenmalige pastoor Stevens, werd eind 1944 - vlak na de bevrijding van Limburg - besloten om onder de naam "St. Genoveva" een toneelvereniging op te richten. Pas in 1966 werd deze naam omgedoopt tot de huidige naam en ingeschreven in de Kamer van Koophandel. In totaal heeft de speelgroep, gedurende heel haar bestaan, meer dan 90 premières achter haar naam staan en is zij, mede dankzij talloze beroepsregisseurs, heden ten dage een van de toonaangevende toneelverenigingen van Limburg. Het repertoiretoneel is over al die jaren meestal in de Nederlandse taal geweest, maar een enkele keer ook in het Limburgs dialect. Menigmaal heeft zij deelgenomen aan het Toernooi der Lage Landen in Elsloo en tweemaal aan het Landelijke Amateur Theater Circuit.

## Trivia
- 1981: 2e plaats in het Toernooi der Lage Landen in Elsloo met Wie is er bang voor Virginia Woolf van Edward Albee en Els Eymael de 1e actriceprijs en Ton Hellwig de 1e acteursprijs.
- 1982: beste homogene prestatie in het Toernooi der Lage Landen in Elsloo met De ware vriend van Carlo Goldoni
- 1999: 2e plaats in het Toernooi der Lage Landen in Elsloo met Een vijand van het volk van Henrik Ibsen en beste scenografie en Franck van Erven voor de beste regisseur.
- 2002: Eindronde van het Landelijke Amateur Theater Circuit te Amsterdam met Dat verhaal van jou van John Hopkins.